# Franz Keller (ski)
Pour les articles homonymes, voir Franz Keller.
Franz Keller, né le 19 janvier 1945 à Nesselwang est un coureur du combiné nordique et sauteur à ski allemand. Il a remporté le titre olympique du combiné nordique à Grenoble en 1968.

## Biographie
Né à Nesselwang, il est membre du club local et représente l'Allemagne de l'Ouest. À l'origine, il est sauteur à ski, remportant le titre national en 1966, année où il fait ses débuts dans le combiné nordique, avec succès, puisqu'il gagne la médaille d'argent aux Championnats du monde d'Oslo, gagnés par Georg Thoma. Un an plus tard, il est vainqueur du prestigieux concours au Festival de ski de Holmenkollen. Il est aussi présent sur le podium d'une manche de la Tournée des quatre tremplins à Innsbruck.
Aux Jeux olympiques de Grenoble 1968, il court l'épreuve de combiné nordique, qu'il remporte avec cinq secondes d'avance sur le Suisse Alois Kälin ; Keller était parti avec trois minutes et demi d'avance après le saut, ainsi qu'en saut sur le grand tremplin (36e). Il est alors élu sportif ouest-allemand de l'année.
Il est aussi dans l'équipe des Jeux olympiques de Sapporo, mais est seulement 33e. De 1970 à 1973, il est champion de RFA de combiné sans partage.
En 1973, il reçoit la Médaille Holmenkollen pour ses performances dans le sport.

## Palmarès

### Jeux olympiques
| Épreuve / Édition | Grenoble 1968 | Sapporo 1972 |
| Combiné nordique  | Or            | 33e          |
| Saut à ski        | 36e           |              |

### Championnats du monde
| Épreuve / Édition | Épreuve / Édition | Oslo 1966 |
| Combiné nordique  | Combiné nordique  | Argent    |